# Niklas Arrhenius
Niklas Arrhenius (né le 10 septembre 1982 à Provo, dans l’Utah) est un athlète américano-suédois qui représente la Suède, spécialiste du lancer de disque.

Il devient champion national en 2004 et en 2006. 